# Chi Ta-wei
Chi Ta-wei, traditionella tecken 紀大偉, pinyin Jì Dàwěi, Wade-Giles Chi4 Ta4-wei3, född 3 februari 1972 i Taiwan, är en taiwanesisk författare och akademiker. Efter studier vid National Taiwan University och UCLA samt arbete som lektor och forskare vid Wesleyan University och University of Connectictut är han nu verksam vid National Chengchi University i Taipei.
Som litteraturvetare är Chi Ta-wei särskilt fokuserad på feministisk litteratur, queerlitteratur, postmodernism, internetbaserad litteratur och science fiction.